# Montura de objetivo

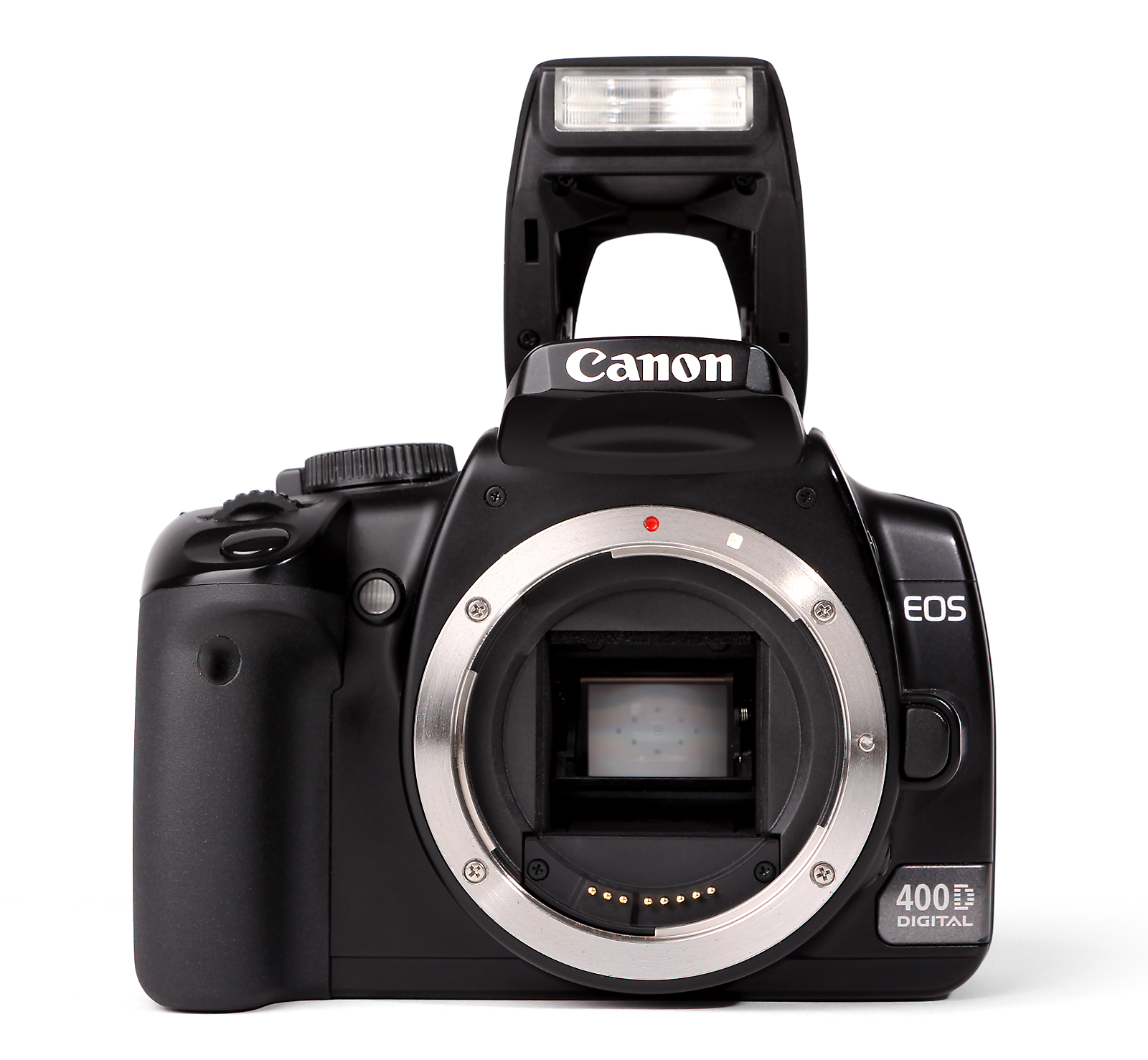
Canon EOS 400D con montura de objetivo abierta.

Una montura de objetivo es una interfaz mecánica (y a menudo también eléctrica) entre el cuerpo de una cámara fotográfica y un objetivo. Se utiliza en cámaras cuyos cuerpos permiten objetivos intercambiables, más comúnmente las tipo SLR o cualquier cámara de cine de 16 mm o mayor formato. Hay monturas a rosca de diferentes diámetros y pasos y monturas a bayoneta, existiendo distintos tipos de estas últimas en función del fabricante.
Las monturas de objetivos son también usadas para conectar componentes ópticos en instrumentos no necesariamente relacionados con cámaras, como los componentes modulares utilizados en laboratorios ópticos, que se unen por medio de monturas tipo C o T.

## Principales tipos de montura en fotografía
| Fabricante                     | Montura |
| ------------------------------ | --- |
| Canon                          | Canon RF (cámaras full frame MILC desde 2018), Canon EF (cámaras SLR y DSLR desde 1987), Canon EF-S (cámaras DSLR con sensores APS-C), Canon EF-M (cámaras MILC), Canon FD (SLR fabricadas entre 1971 y 1987), Canon FL (SLR fabricadas entre 1964 y 1971), Canon R (SLR anteriores a 1964) |
| Epson                          | Leica M |
| Fujifilm                       | Fujica X (cámaras SLR), Nikon-F (cámaras DSLR), Fujifilm X (cámaras MILC) |
| Konica Minolta                 | SR (1958-1966), MC (1966-1977), MD (1977-2001), MD X-600 (1983-1998), Minolta A, Minolta A |
| Leica                          | Cuatro Tercios, Leica R, Leica M, Leica L |
| Nikon                          | Nikon F (cámaras SLR y DSLR), Nikon S (cámaras telemétricas), Nikon 1 (cámaras MILC 1), Nikon Z (cámaras MILC Z) |
| Olympus                        | OM, Cuatro Tercios, Micro Cuatro Tercios |
| Panasonic                      | Cuatro Tercios, Micro Cuatro Tercios |
| Pentax                         | Pentax-K, Pentax-Q |
| Samsung                        | Pentax-K, Samsung NX |
| Sigma                          | Sigma SA (Pentax K con distancia focal de brida 1,5 mm menor) |
| Sony                           | Minolta-A (también llamada Sony A), Sony E |
| VEB Zeiss Ikon Dresden y otros | Rosca M42, también llamada rosca Pentax o rosca universal |

## Otros
Otros tipos de montura, utilizados en equipos de cine o en dispositivos de uso industrial o científico:
| Cine - Aaton universal - Bayoneta Arri - Arri PL - Arri standard - B4 - Montura BNCR - Montura C - Montura D - CA-1 - PV (Panavision) - Micro Cuatro Tercios - Montura Sony E | Industrial - Montura C - Montura CS - Montura T (rosca T) - Nikon F - Montura Pentax K - Montura S (rosca M12) - Montura Front-plate |

## Adaptadores

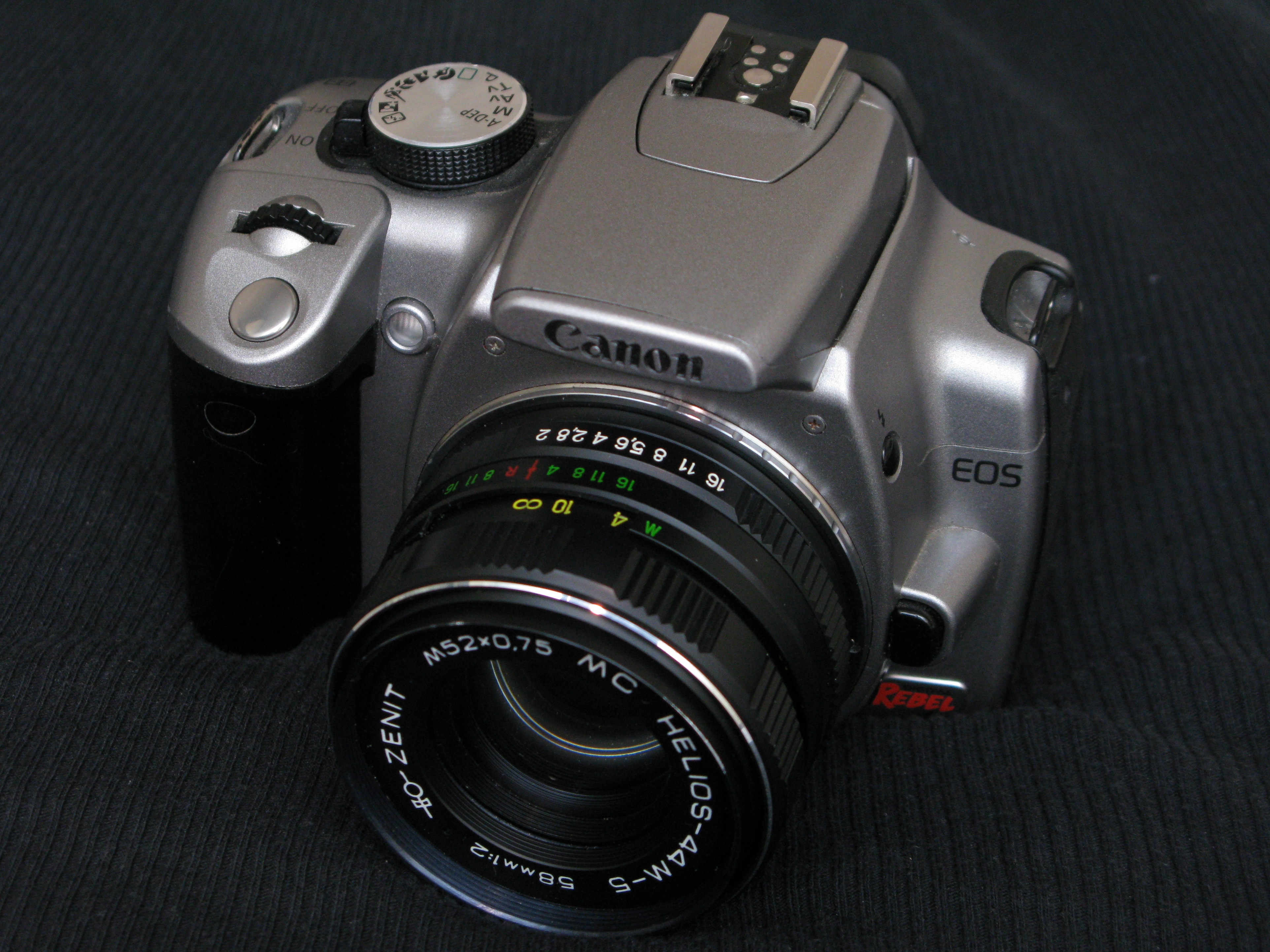
Canon EOS Rebel XT con objetivo Helios-44M-5 58mm f2 y adaptador montura rosca M42 a Canon EOS EF

Algunas veces es posible utilizar los objetivos con una cierta montura en una cámara con otra montura distinta mediante el uso de un adaptador. A veces esos adaptadores solo son piezas metálicas sin lentes y otras veces tienen lentes. En el segundo caso suele haber pérdida de calidad de la imagen. También existen adaptadores que reemplazan piezas originales de la montura nativa por aquellas de una nueva montura. Generalmente el uso de adaptadores implica perder las comunicaciones mecánicas y electrónicas entre el objetivo y la cámara, perdiendo por ello los automatismos.